# Кон-Кур-сюр-Луар
Кон-Кур-сюр-Луар (фр. Cosne-Cours-sur-Loire) — город-коммуна во Франции в историческом регионе Бургундия — Франш-Конте. Расположен на востоке центральной части страны у впадения в Луару реки Ноэн (фр. Nohain). Образован в 1973 году путём слияния городов Кон-сюр-Луар (что значит «(город) Кон на (реке) Луаре») и Кур. Кон-Кур-сюр-Луар находится в 80 км юго-восточнее Монтаржи и 190 км Парижа, в 55 км северо-западнее административного центра Невера, в 59 км к северо-востоку от Буржа и 115 км — от Мулена.
Город обычно называют Кон-сюр-Луар или Кон.

## История

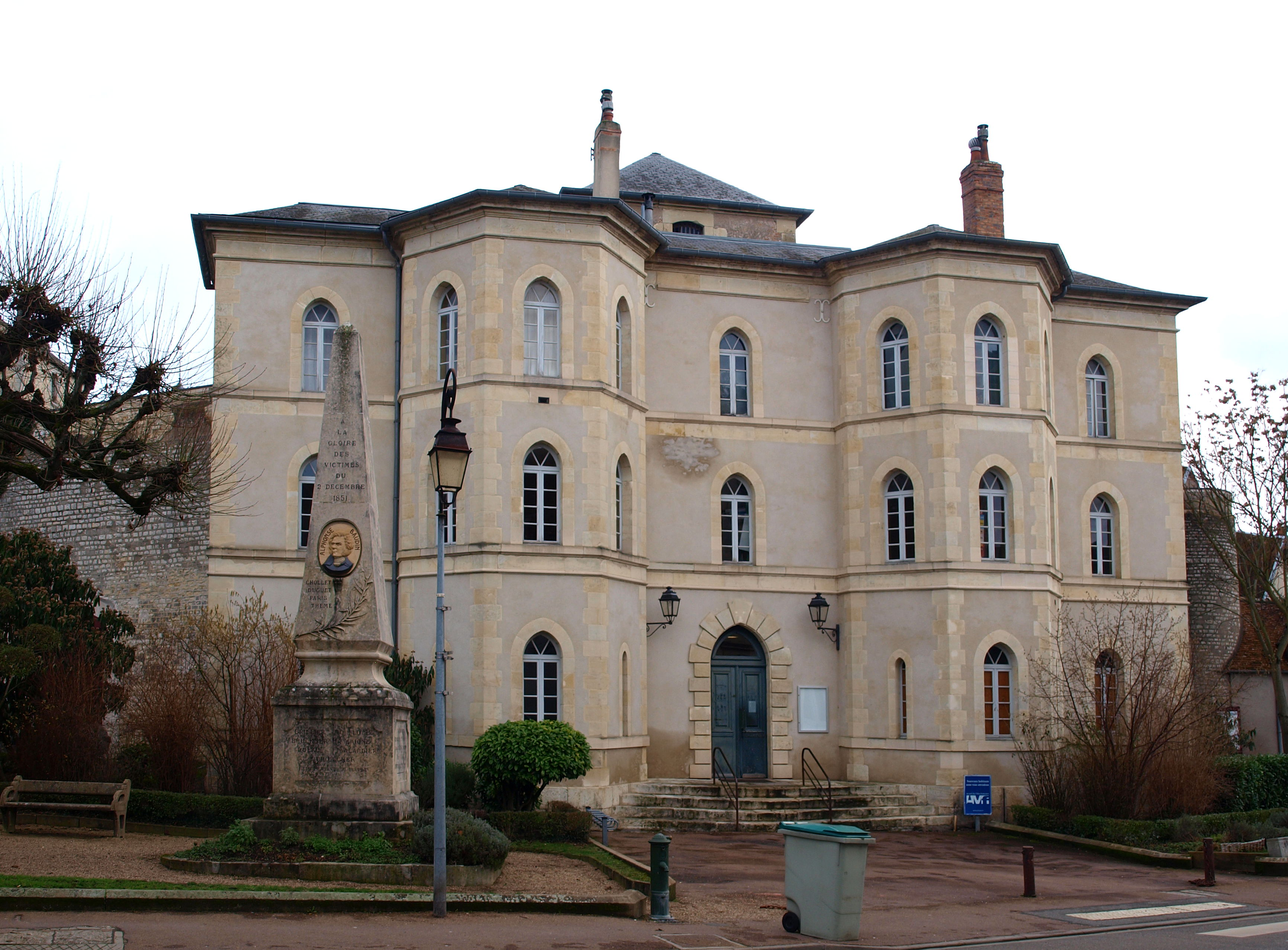
Замок

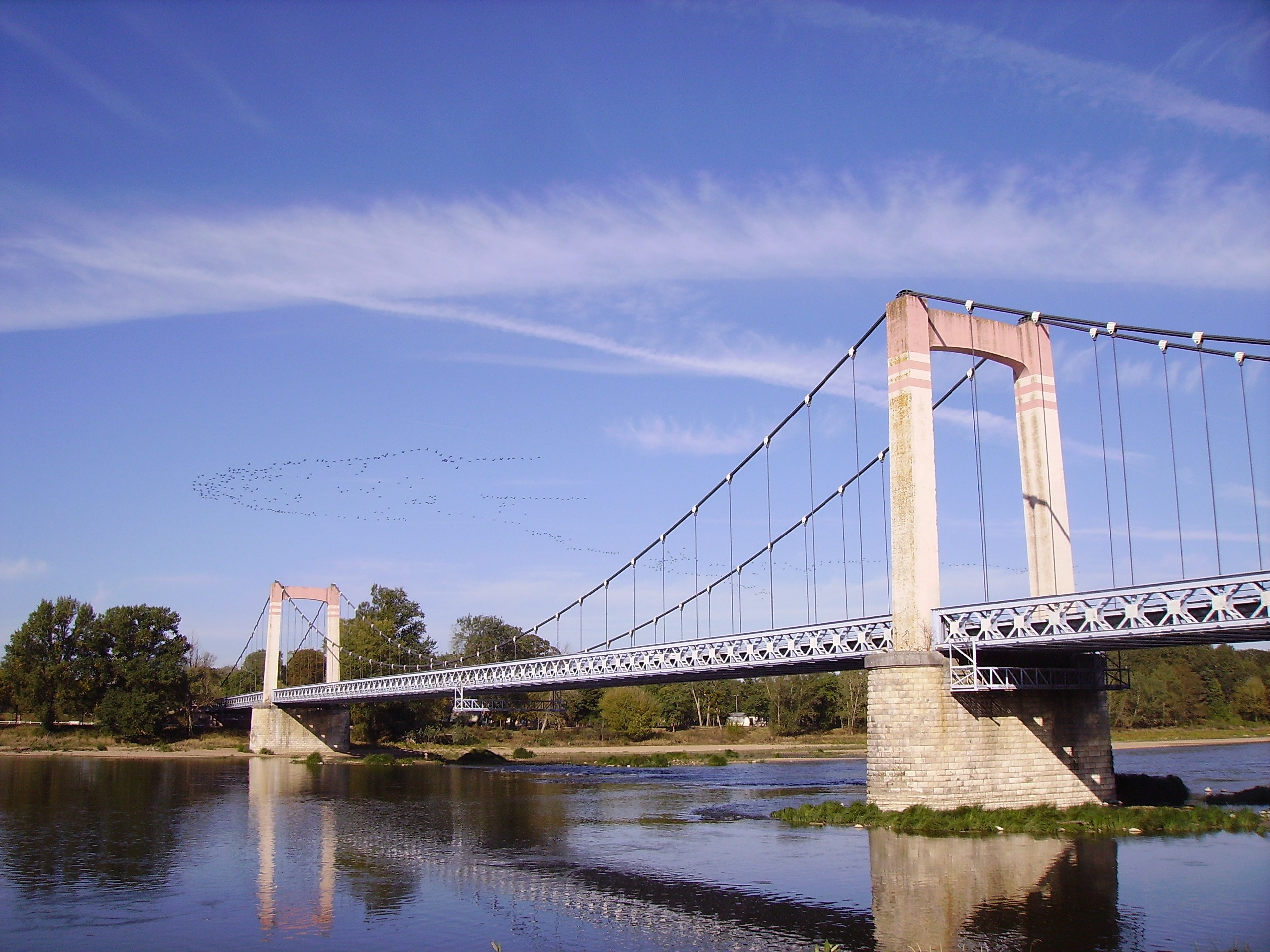
Мост через Луару

Благодаря удобному положению у слияния рек Луара и Ноэн и богатым лесам, окрестности были заселены ещё в период палеолита. Известен с галло-римской эпохи.

## Демография
Население — 10 388 жителей (2015). Является вторым по численности населения городом департамента Ньевр.
| Год                | 1962  | 1968   | 1975   | 1982   | 1990   | 1999   | 2006   | 2011   |
| ------------------ | ----- | ------ | ------ | ------ | ------ | ------ | ------ | ------ |
| Количество жителей | 9.600 | 10.588 | 12.088 | 12.463 | 12.123 | 11.399 | 11.185 | 10.484 |
| Источник: INSEE    |       |        |        |        |        |        |        |        |

## Персоналии
- Морис Бонте (1904—1958) — бельгийский военный, член движения «Сражающаяся Франция» в годы Второй мировой войны.

## Города-партнёры
- Херенталс, (Бельгия)
- Харпенден, (Великобритания)[2]
- Бад-Эмс, (Германия)